# Pinus ponderosa
Pinus ponderosa là một loài thực vật hạt trần trong họ Thông. Loài này được Douglas ex C.Lawson miêu tả khoa học đầu tiên năm 1836.